# 後藤賢豐
後藤賢豐（？—1563年）是近江國的戰國大名・六角氏的家臣，後藤但馬守之子。拜領主君六角義賢的偏諱「賢」字），名為賢豐。

## 生平
賢豐所屬的後藤氏，與進藤貞治・進藤賢盛所屬的進藤氏，是「六角氏的兩藤」，均為六角氏的宿老家臣，智勇兼備，跟隨義賢進攻淺井氏，屢立軍功。
永祿2年（1559年），與蒲生氏一起擔任恩賞條奉行的職務，永祿5年（1562年）跟隨義賢上洛，擔任大德寺警護任務。
永祿6年（1563年），義賢之子六角義治引起觀音寺騷動，由於義治擔心賢豐的能力與頗得人望會取六角家而代之，遂謀畫將賢豐於觀音寺城内與長子壹岐守（姓名不詳）一起派人暗殺身亡。家督由次男後藤高治繼承。這也使得六角家中人心惶惶不安，主家力量開始衰退。